# Bisante (Tracia)
Bisante (in greco antico: Βισάνθη?) era una città dell'antica Grecia ubicata in Tracia.

## Storia
La città era stata fondata da abitanti dell'isola di Samo ed è citata da Erodoto che la colloca nell'Ellesponto. Senofonte la menziona come un possedimento di Seute, príncipe di Tracia, dicendo che si trovava in riva al mare. Plinio il Vecchio, la colloca nelle vicinanze del fiume Mela, come le città di Cipsela e Macron Ticos.
La città partecipò alla lega delio-attica, visto che è menzionata in un decreto ateniese del 422 a.C.
Viene identificata con una città che successivamente di chiamò Rodosto e in epoca moderna si chiama Tekirdağ.